# Route 127 (Nouveau-Brunswick)
Pour les articles homonymes, voir Route 127.
La route 127 est une route secondaire du Nouveau-Brunswick située dans le sud-ouest de la province, reliant la route 3 à Saint-Andrews, ainsi que la route 1 à Saint-Andrews. Elle possède une longueur de 60 km (37 mi).

## Description du tracé
La route 127 débute à Lawrence Station, sur la route 3 à l'est d'Andersonville. Elle longe d'abord la rive ouest de la rivière Digdeguash sur 7 km (4,3 mi) jusqu'à Dumbarton, où elle se dirige vers le sud sur une distance de 16 km (10 mi). Après avoir passé près de Waweig, elle croise la route 1, à la sortie 25 de celle-ci. La route 127 suit ensuite le fleuve Sainte-Croix sur 16 km (10 mi), traversant notamment Bayside, puis juste au nord-ouest de Saint-Andrews, à la jonction avec l'avenue Reed, elle effectue un virage de 135° à l'intersection, prenant une orientation vers le nord. Elle suit ensuite la baie de  Passamaquoddy pendant 18 km (11 mi), pour se terminer à la sortie 39 de la route 1, à Digdeguash. 

## Histoire
La route 127 fut adoptée en 1965 en tant que courte route alternative de la route 1 dans Saint Andrews (la route 1 suivait l'actuelle route 127 de Waweig au chemin Ghost, où elle prenait ce chemin pour traverser de l'autre côté de la péninsule pour suivre la baie Passamaquoddy, sur l'actuelle route 127). Quand le nouveau segment de la route 1 ouvrit en 1973 entre Waweig et Digdeguash, la route 127 prit le tracé de l'ancienne route 1. En 1984, la route 127 fut prolongée vers le nord jusqu'à Lawrence Station, alors que la route 765 fut remplacée par la route 127. 

## Intersections majeures
| Comté     | Ville            | km    | Destinations                      | Notes                                                                                     |
| --------- | ---------------- | ----- | --------------------------------- | ----------------------------------------------------------------------------------------- |
| Charlotte | Lawrence Station | 0,00  | NB-3 – Saint-Stephen, Fredericton |                                                                                           |
| Charlotte | Hewitt           | 15,70 | NB-770 est – Rollingdam           | Terminus ouest de la NB-770                                                               |
| Charlotte | Waweig           | 21,10 | NB-760 – Elmsville, Saint-Stephen |                                                                                           |
| Charlotte | Waweig           | 26,20 | NB-1 – Saint-Stephen, Saint-Jean  | Sortie 25 de la NB-1                                                                      |
| Charlotte | Waweig           | 26,40 | NB-170 ouest – Oak Bay            | Terminus est de la NB-170                                                                 |
| Charlotte | Saint-Andrews    | 42,10 | Rue Reed                          | Changement directionnel; NB-127sud devient NB-127 est et NB-127 ouest devient NB-127 nord |
| Charlotte | Digdeguash       | 59,50 | NB-1 – Saint-Stephen, Saint-Jean  | Sortie 39 de la NB-1                                                                      |
|           |                  |       |                                   |                                                                                           |